# لئون مزوناو
لئون مزوناو (فرانسوی: Léon Maisonnave‎; ۱۴ اکتبر ۱۸۸۲ – ۲۰ نوامبر ۱۹۱۳) دوچرخه‌سوار اهل فرانسه بود.